# Radca stanu
Radca stanu – tytuł urzędniczy w wielu krajach.
- w Rosji: ros. статский советник (statskij sowietnik) – w Imperium Rosyjskim tytuł urzędniczy, stopień w służbie państwowej V klasy (чин, czyn) w tabeli rang Piotra I. Radcy stanu przysługiwał zwrot ваше высокородие (wasze wysokorodie). Jego ranga uważana była za równą randze brygadiera w armii (1722–1796), kapitan-komandora we flocie (1707–1732, 1751–1764, 1798–1827), premier-majora w gwardii 1748—1798) oraz szterkomisarza (do 1868). Osoby z tym tytułem pełniły w administracji publicznej urzędy wicedyrektora departamentu, wicegubernatora, kierownika departamentu finansów w zarządzie guberni.
- W Niemczech: niem. Staatsrat,
- We współczesnej Francji: fr. conseillers d'Etat – członek Rady Stanu.

## Fikcyjni radcy stanu
- Erast Fandorin